# Стольфи, Фьоренцо
Фьоре́нцо Сто́льфи (итал. Fiorenzo Stolfi; род. 11 марта 1956, Сан-Марино) — государственный секретарь по иностранным и политическим делам и государственный секретарь по экономическому планированию Сан-Марино с 27 июля 2006 до 4 декабря 2008. До этого занимал этот же пост с декабря 2002 по декабрь 2003, был государственным секретарём по бюджету и финансам с июня по декабрь 2002 и государственным секретарём по внутренним делам с июля 2001 по май 2002.